# Uhlík
Uhlík (chemická značka C, latinsky carbonium nebo carboneum) je chemický prvek, tvořící základní stavební kámen všech organických sloučenin a tím i všech živých organismů na této planetě. Sloučeniny uhlíku jsou jedním ze základů světové energetiky, kde především fosilní paliva jako zemní plyn a uhlí slouží jako energetický zdroj pro výrobu elektřiny a vytápění, produkty zpracování ropy jsou nezbytné pro pohon spalovacích motorů a tak silniční a železniční dopravu. Výrobky chemického průmyslu na bázi uhlíku jsou součástí našeho každodenního života, ať jde o plastické hmoty, umělá vlákna, nátěrové hmoty, léčiva a mnoho dalších. V současné době bylo popsáno přibližně 10 milionů organických sloučenin.

## Formy uhlíku

### Elementární uhlík
Uhlík je typický nekovový chemický prvek, který se v elementárním stavu jako minerál vyskytuje v přírodě ve dvou základních alotropních modifikacích a v posledních přibližně 30 letech byly objeveny v přírodě nebo laboratorně vytvořeny modifikace další:
Grafit (tuha) je nejčastější přírodní modifikace uhlíku, jejíž struktura se skládá z vrstev tzv. grafenu, které jsou tvořeny uhlíky navázanými do šestiúhelníků. Na každý uhlík jsou kovalentně vázány další tři uhlíky (hybridizace sp2). Tvoří se zde rozsáhlý systém delokalizovaných elektronů (π-systém). Jednotlivé vrstvy spolu drží pouze pomocí slabých interakcí, tzv. van der Waalsových sil. Této vlastnosti se využívá např. při výrobě tužek, kde mletá tuha tvoří základní složku tyčinky určené pro psaní a kreslení. Grafit vede elektrický proud.
Diamant je tvořen uhlíkem krystalizujícím v soustavě krychlové a je nejtvrdším a velmi cenným přírodním nerostem. Na každý uhlík jsou kovalentně vázány další čtyři uhlíky (hybridizace sp3). Hmotnost diamantů se udává v karátech, největším doposud nalezeným diamantem byl Cullinan, který v surovém stavu při nálezu v JAR dosáhl váhy 3 106 karátů (621,2 gramů). Diamanty se používají pro svou tvrdost a výbornou tepelnou vodivost (až 2300 W·m−1·K−1 při pokojové teplotě a normálním izotopickém složení) v nejrůznějších řezných a vrtných nástrojích. Pro vysokou cenu bývají diamanty vyráběny synteticky.
Diafit je nově používané označení pro modifikaci uhlíku v přechodových nanostrukturách mezi mřížkou diamantu (případně lonsdaleitu) a vhodně orientovanými vrstvami grafitu. Nacházejí se v přírodních materiálech i uměle vytvořených uhlíkových kompozitech a vznikají například při dopadech meteoritů nebo v tlakově-teplotních rázových vlnách při laboratorním ozařování grafitu vysokoenergetickými laserovými pulsy. Přechody mezi doménami s hybridizací sp2 (tvořenými vrstvami grafenu) a sp3 umožňují kombinaci vyhledávaných vlastností – vysoké tvrdosti současně s vysokou lomovou houževnatostí a tažností.
Lonsdaleit, též zvaný „šesterečný diamant“, je velmi řídce se vyskytující přírodní alotropní modifikací uhlíku. Jeho krystalová struktura je tvořena podobně jako u diamantu atomy uhlíku vázanými jednoduchými kovalentními vazbami se čtyřmi sousedy, krystalová soustava je však šesterečná. Původ přírodního lonsdaleitu je vysvětlován přeměnou grafitu při dopadech meteoritů.
Fcc-uhlík s plošně centrovanými elementárními buňkami (odtud název z angl. face centered cell), někdy považovaný za variantu diamantu, jindy za novou základní alotropní modifikaci uhlíku, se vyznačuje neobvyklým typem vodivosti, kvůli které je řazen do samostatné třídy kvazivalenčních pevných látek. Povaha chemických vazeb předpokládá zápornou elektronovou afinitu a umožňuje očekávat vysokou polarizovatelnost a velmi nízkou tepelnou vodivost. Na potvrzení jeho existence (v r. 2024) se podíleli vědci z ČVUT.
Superdiamant, přesněji uhlík fáze BC8, je předpovězená kubická fáze s prostorově centrovanými elementárními buňkami, která je podobná diamantu, ale má ještě o 30 % vyšší tuhost. Její výskyt je možný jen v exotických podmínkách – studie předpokládá vznik jejích krystalů z podchlazené uhlíkové taveniny při teplotě cca 6000 K a tlacích nad 1200 GPa – čemuž v přírodě odpovídají jádra na uhlík bohatých exoplanet.
Chaoit (čaoit), též zvaný „bílý uhlík“, je velmi řídce se vyskytující přírodní alotropní modifikace uhlíku, objevená r. 1968. Jeho základní strukturní jednotkou jsou šestihrany tvořené 6 paralelními karbynovými řetězci, zapsatelnými vzorcem −(C≡C)n−. Tento nerost krystalizuje v šesterečné soustavě. Původ je jako u lonsdaleitu vysvětlován přeměnou grafitu při dopadech meteoritů, v jejichž dopadových kráterech se nachází.
Grafen je forma uhlíku, kterou tvoří jedna či několik málo vrstev rovinné sítě vzájemně propojených atomů uhlíku uspořádaných do tvaru šestiúhelníků (hybridizace sp2). Jedná se o vlastně strukturní součást grafitu, která si vzhledem ke zvláštním fyzikálním vlastnostem, výborné tepelné vodivosti (přes 4000 W·m−1·K−1 u izotopicky čištěného grafenu) a využitelností pro mnohé elektronické a optické aplikace zasloužila vlastní název i Nobelovu cenu za fyziku v r. 2010 pro své objevitele. Předpokládá se široké uplatnění v nových generacích elektroniky, založených na spintronice. Dvouvrstvý grafen se vzájemně pootočenými vrstvami se vyznačuje exotickými a pro aplikace zajímavými vlastnostmi, které se výrazně mění s úhlem natočení (např. supravodivý stav pro tzv. magický úhel).
Grafyn je společné označení pro formy uhlíku, kterou tvoří jako u grafenu jedna či několik málo vrstev rovinné sítě vzájemně propojených atomů uhlíku, které však již vzhledem k vloženým lineárním úsekům −C≡C− (hybridizace sp) nejsou uspořádány do tvaru pravidelných šestiúhelníků. Přesto si zachovávají mnohé zvláštní fyzikální vlastnosti. Mohou být takto vytvořeny grafyny různé symetrie, včetně pravoúhelníkové. Úspěšná syntéza grafynu s nejhustší strukturou, tzv. γ-grafynu, byla publikována v r. 2022. Formy grafynu s větší porézností (díky většímu počtu vložených úseků −C≡C−), např. tzv. grafdiyn, by mohly najít využití jako anody nabíjitelných baterií.
Reakcí γ-grafynových vrstev při nízkých teplotách, při které jsou při zachování vrstev eliminovány trojné vazby, byla v r. 2025 vytvořená nová vrstevnatá alotropní modifikace tvořená uhlíkovými atomy s hybridizací sp2, která je odlišná od grafitu a vyznačuje se sníženou až nulovou energetickou šířkou zakázaného pásu. Mohla by umožnit budoucí zhotovení celouhlíkových elektronických čipů s výkonem nedosažitelným současnou křemíkovou technologií.
Fullereny označují sférické (též elipsoidální či podobného tvaru) molekuly z jedné prostorově uzavřené vrstvy grafenu, tedy sítě uhlíkových atomů uspořádaných do šestiúhelníků, doplněných kvůli prostorovému uzavření dvanácti pětiúhelníky. Tyto molekuly jsou mimořádně odolné vůči vnějším fyzikálním vlivům. Zatím nejstabilnější známý fulleren je molekula, obsahující 60 uhlíkových atomů. Fullereny se uměle připravují pyrolýzou organických sloučenin laserem. Výskyt přírodních fullerenů ve vesmíru byl prokázán v r. 2010 Spitzerovým teleskopem. Za objev a studium vlastností fullerenů byla v roce 1996 udělena Nobelova cena Robertu F. Curlovi a Richardu E. Smalleymu a Haroldu W. Krotoovi.
Fullerit se nazývá krystalová struktura tvořená fullereny C60. Ty lze uspořádat více způsoby – fullerit krystalizuje v krychlové soustavě (nad teplotou ~250 K v plošně centrované mřížce, pod teplotou ~220 K v prosté mřížce); uvádí se i soustava čtverečná. Výskyt přírodního fulleritu ve vesmíru byl prokázán v r. 2012 Spitzerovým teleskopem. Doposud nebyl uznán (v žádné ze svých krystalografických podob) Mezinárodní mineralogickou asociací jako minerál.
Podobně jako je grafen jednovrstvá či několikavrstvá část struktury grafitu se svébytnými vlastnostmi, jednovrstvá resp. několikavrstvá část fulleritu se nazývá grafulleren resp. grafullerit. Jednotky tvořené fullerenem C60 jsou v těchto alotropních modifikacích kovalentně vázány do rovinné struktury a jednotlivé vrstvy pak slabě vázané van der Waalsovými silami. Syntéza byla publikována v r. 2023. Vysoká tepelná vodivost a specifické optoelektrické vlastnosti slibují využitelnost těchto materiálů v technologických aplikacích.
Vzhledem ke slabé molekulové vazbě fullerenových jednotek fullerit nevyniká vysokou tvrdostí, stlačením však lze přetvořit do kompozitu, ve kterém se jednotlivé fulereny kovalentně propojí do amorfní struktury a výsledný materiál získá vysokou tvrdost. Příkladem je tisnumit, vytvořený v r. 1998, schopný rýt diamant.
Podobnou objevenou amorfní modifikací jsou tzv. uspořádané amorfní uhlíkové klastry (OACC – z anglického ordered amorphous carbon clusters). Vytváří se z fullerenů C60 (propojených xylenovými molekulami), jejichž struktura je působením vysokého tlaku desítek GPa zborcena do kompaktní a velmi tvrdé amorfní látky, taktéž schopné rýt i diamant. Protože se vytváří při pokojové teplotě, mohla by v průmyslovém využití konkurovat syntetickým diamantům, pro jejichž výrobu jsou nutné teploty kolem 1500 °C.
Fullerenovou strukturu zborcenou do amorfní sklovité formy má pravděpodobně také tzv. skelný či sklovitý uhlík, zvaný též skelný grafit, vyrobený v 50. letech 20. století v laboratořích britské The Carborundum Company. Je kompaktní a neprostupný pro plyny a tekutiny. Kombinuje sklo-keramické charakteristiky (vysoká tvrdost, vysokoteplotní stálost i chemická odolnost) s vlastnostmi grafitu (dobrá elektrická a tepelná vodivost, nízké tření). Od konce 60. let 20. století se vyrábí také v pěnové formě s velmi nízkou hustotou, pak je označován zkratkou RCV (z angl. reticulated vitreous carbon). V r. 2021 byla zahřátím a stlačním fullerenů připravena další sklovitá modifikace uhlíku, kombinující ve struktuře vazby atomů s hybridizací sp2 a sp3 – diamantové sklo. Vyznačuje se vysokou pevností (odolá tlaku 102 GPa), modulem pružnosti 1,2 GPa a tepelnou vodivostí 26 W m−1 K−1, nejvyšší ze všech známých amorfních materiálů. Další nová forma vytvořená v r. 2017, tzv. stlačovaný skelný uhlík, má strukturu odlišnou: Je tvořen grafenovými vrstvami (s hybridizací sp2) nejen vrstevnatě uspořádanými jako v grafitu, ale navíc lokálně propojenými mikrostrukturami s diamantovou či lonsdaleitovou mříží (s hybridizací sp3). Vyznačuje se exotickými vlastnostmi – je nejen velmi lehký, ale také pevný a současně ohebný a dobře vede elektrický proud.
Uhlíkové nanotrubice jsou uměle vyrobené mikroskopické trubičky složené z válcově svinuté vrstvy grafenu o průměru pouhých několika (1–100) nanometrů. Perspektiva jejich využití se nabízí např. při výrobě velmi pevných a zároveň lehkých kompozitních materiálů a tkanin, v elektronice při výrobě mimořádně malých tranzistorů, jako ideálního materiálu pro uchovávání čistého vodíku pro palivové články a mnohé další.
Uhlíková nanopěna je řídká prostorová síť tvořená plošnými klastry uhlíkových atomů o velikosti několika nanometrů, které jsou podobné grafenu, ale protože atomy jsou uspořádány vedle šestiúhelníků také do sedmiúhelníků, je výsledná křivost plochy klastru na rozdíl od fullerenů záporná (hyperbolická). Tato modifikace byla vytvořena v r. 1997. Vyznačuje se pozoruhodnými fyzikálními vlastnostmi – vedle elektrické vodivosti je silně paramagnetická.
Teoreticky předpovězené uhlíkové modifikace tvořené grafenovými plochami zakřivenými do dokonale symetrických struktur se zápornou křivostí (a z toho vyplývajícími exotickými vlastnostmi), tzv. schwarzity, byly dosud vytvořeny jen jako povrchové struktury na zeolitové matrici.
Zborcením fullerenových struktur a jejich kovalentním provázáním mohou vzniknout alotropní modifikace, které sice nemají ideální symetrickou strukturu jako fullereny, grafeny, uhlíkové nanotrubice či schwarzity, přesto mohou vykazovat určitou dlouhodosahovou symetrii. Příkladem je tzv. LOPC (z angl. long-range ordered porous carbon, tedy pórovitý uhlík s uspořádáním dlouhého dosahu), jehož vytvoření bylo publikováno v roce 2023.
Uhlík M (též M-uhlík) je umělá supertvrdá alotropní modifikace uhlíku vyskytující se při vysokých tlacích (nad 13,4 GPa při standardní teplotě). Byla vytvořena v roce 2009 stlačením grafitové struktury a potvrzená v roce 2012. Její struktura je jednoklonná. Tvrdostí je srovnatelná s diamantem.
Uhlík Q (též Q-uhlík) je umělá alotropní modifikace tvořená krystalickou nanovrstvou kovalentně vázaných atomů uhlíku s hybridizací sp3
 (20%–50%) a sp2, která obsahuje monokrystalické nanočástice diamantu. Objev byl zveřejněn v roce 2015. Vytváří se na substrátu jiné látky (safír, sklo, plast) z vrstvy amorfního uhlíku jejím prudkým zahřátím laserovými pulsy na několik tisíc stupňů Celsia a následným prudkým ochlazením. Výsledkem jsou exotické vlastnosti, které se liší podle substrátu, tloušťky vrstvy a rychlosti ochlazení – může být feromagnetický, může při zahřátí světélkovat, může vykazovat tvrdost větší než diamant.
Jako karbyn (někdy karbin podle ruského originálu, též „LAC“ z anglického linear acetylenic carbon) se označuje forma tvořená lineárními molekulami polymerního uhlíku, zapsatelnými vzorcem −(C≡C)n−. Uhlíkové atomy s hybridizací sp jsou kovalentně vázány s dvěma sousedními atomy. V přírodě se vyskytuje jako strukturní jednotka chaoitu. Chemicky aktivní konce molekul se mohou vzájemně spojovat a vytvářet uzavřené molekulární řetězce (cyklický karbyn C18 se podařilo prokazatelně připravit v roce 2019). Karbyn se chová jako polovodič. Zájmem nanotechnologů jsou i jeho mechanické vlastnosti – při dobrém rovnoběžném uspořádání makromolekul se v daném směru vyznačuje modulem pružnosti 40krát vyšším než má diamant; protože pevností v tahu dvojnásobně převyšuje i uhlíkové nanotrubice, jedná se o vůbec nejpevnější známý materiál. Karbyn byl připraven v 60. letech 20. století v Ústavu organických sloučenin Akademie věd SSSR; ještě na začátku 21. století však byla jeho existence jako alotropní modifikace uhlíku zpochybňována. Je totiž vysoce nestabilní; delší řetězce (přes 6000 atomů) se podařilo syntetizovat a udržet až v r. 2016 s využitím jiné uhlíkové modifikace – uvnitř dvoustěnných uhlíkových nanotrubic. Karbyn uzavřený v jednostěnné uhlíkové nanotrubici se vyznačuje (díky specifické vzájemné vazbě jejich vibračních stavů) vysokou citlivostí k vnějším vlivům a může být využit jako nanočidlo, například k měření lokální teploty. Byla připravena i forma tvořená řetězci =(C=C)n=, tedy se strukturou kumulenu, tzv. β-karbyn (struktura střídající jednoduché a trojné vazby je proto někdy zvána α-karbyn).
Molekuly cyklického uhlíku (angl. cyclo[N]carbon), tvořeného uzavřeným řetězcem sp1 atomů uhlíku, nejsou samostatně stabilní. Pro N = 6, 10, 12, 13, 14, 16, 18, 20, a 26 byly syntetizovány pouze jako součást povrchových struktur. Teprve v roce 2025 se podařilo vytvořit molekulu cyklo[48]uhlíku stabilizovanou jako součást [4]katenanu, tedy „provléknutou“ třemi jinými makrocyklickými molekulami (tj. v komplexu zapsatelným vzorcem C48•M3, kde molekuly „M“ obsahují vedle uhlíku i kyslík, vodík a dusík).
Amorfní uhlík je forma uhlíku bez pravidelné krystalové struktury. Obsahuje atomy uhlíku jak s hybridizací sp2 (vázaný s třemi sousedními atomy), tak i sp3 (vázaný s čtyřmi sousedními atomy) v různém poměru, přičemž může obsahovat jak velké vakance, tak i nanokrystaly grafitu nebo diamantu v amorfní uhlíkové matrici. Z výše uvedených speciálních modifikací k němu patří všechny formy s kompozitní, sklovitou a pěnovou strukturou. Z běžné praxe je znám jeho výskyt jako sazí, vytvářených při nedokonalém spalování v komínech či výfucích. Pro praktické využití (zejména v chemii a lékařství) je amorfní uhlík připravován jako tzv. aktivní uhlí, které má díky pórovité struktuře vysokou adsorpční schopnost.

### Anorganické sloučeniny
V anorganických chemických sloučeninách se uhlík vyskytuje v mocenství +2, +4 a −1.
Z oxidů je důležitý především oxid uhličitý CO2, který se podílí na vytváření rostlinných tkání v procesu zvaném fotosyntéza a současně se vrací do atmosféry pří dýchání živých organizmů a spalování fosilních paliv.
Ve vodě se CO2 rozpouští za vzniku oxoniového iontu H3O+ a hydrogenuhličitanového iontu HCO3−, což je někdy chybně[zdroj⁠?!] označováno jako kyselina uhličitá. Známy jsou především soli. Většina z nich je ve vodě nerozpustná, rozpustné jsou jen uhličitany alkalických kovů a amoniaku. Uhličitany se řadí též i mezi nerosty, některé jsou uvedeny v následující tabulce.
| Název nerostu    | Chemický název                       | Vzorec         |
| Kalcit, Aragonit | Uhličitan vápenatý                   | CaCO3          |
| Magnezit         | Uhličitan hořečnatý                  | MgCO3          |
| Azurit           | Dihydroxid diuhličitan triměďnatý    | Cu3(CO3)2(OH)2 |
| Malachit         | Dihydroxid uhličitan diměďnatý       | Cu2CO3(OH)2    |
| Siderit          | Uhličitan železnatý                  | FeCO3          |
| Dolomit          | Uhličitan hořečnato-vápenatý         | MgCa(CO3)2     |
| Smithsonit       | Uhličitan zinečnatý                  | ZnCO3          |
| Trona            | Hydrogenuhličitan uhličitan trisodný | Na3(CO3)(HCO3) |

Oxid uhlíku s valencí +2, oxid uhelnatý CO je značně toxický plyn, který blokuje krevní barvivo hemoglobin a znemožňuje tak dýchání. Jeho nebezpečí spočívá především v tom, že je bezbarvý a bez zápachu a člověk proto jeho přítomnost v okolí nemůže poznat svými smysly. Byl příčinou mnoha smrtelných otrav v uhelných dolech nebo v domácnostech, kde se k topení používal svítiplyn.
Se sírou vytváří uhlík toxickou kapalnou sloučeninu – sirouhlík CS2, vytváří se vedením par síry přes rozžhavený uhlík.
S dusíkem tvoří uhlík kyanidový ion CN− a kyanovodík HCN patří také k mimořádně toxickým látkám. V tomto případě však můžeme detekovat čichem jeho silný zápach po hořkých mandlích.
S kovovými prvky tvoří uhlík karbidy. Nejznámější je karbid vápenatý CaC2, který při reakci s vodou uvolňuje acetylen (ethyn) a byl dříve používán ke svícení v lampách, karbidkách a na svařování. Poměrně známý je i karbid křemíku SiC neboli karborundum, který má krystalickou strukturu podobnou diamantu a vyznačuje se mimořádnou tvrdostí.

### Organické sloučeniny

Strukturní vzorec benzenového jádra

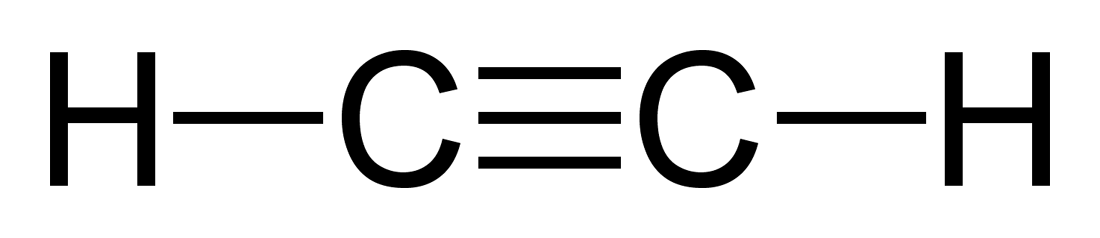
Trojná vazba v molekule acetylenu

Organické sloučeniny jsou chemické látky, které obsahují alespoň jeden atom uhlíku a téměř vždy atom vodíku, převážná většina přitom má spolu vázané atomy uhlíku vazbou C-C. Každý atom uhlíku je schopen vytvářet celkem čtyři tyto tzv. jednoduché vazby, kromě toho i vazbu dvojnou C=C a vazbu trojnou C≡C. Mohou proto vznikat dlouhé řetězce a molekuly s rozvětvenou nebo cyklickou strukturou. Společně s uhlíkem se v těchto molekulách vážou i další prvky, především biogenní prvky vodík, kyslík, dusík, síra a fosfor, ale mohou to být i halogeny, křemík a mnoho dalších. Díky tomu existuje nesmírně mnoho kombinací; v dnešní době je známo více než 10 milionů organických sloučenin. Jejich výčet je pravidelně registrován v Beilsteinově databázi, která shromažďuje souhrnná data o všech známých organických sloučeninách.
Právě díky této obrovské rozmanitosti se organické látky staly základním stavebním kamenem živé hmoty. Každá buňka živého organismu obsahuje desetitisíce chemických sloučenin, které mají tu jedinou společnou vlastnost, že jejich základní skelet je tvořen atomy uhlíku v různých vazebných stavech.
Následující výčet typů organických sloučenin není zdaleka úplný a měl by pouze podat informaci o nejčastěji používaných a vyráběných typech organických látek.
Uhlovodíky jsou sloučeniny, které ve své molekule obsahují pouze atomy uhlíku a vodíku. Lze je v zásadě rozdělit na:
- alifatické uhlovodíky, jejichž molekuly mají tvar otevřeného (případně rozvětveného) řetězce a
- alicyklické uhlovodíky, jejichž molekuly mají tvar řetězce (případně rozvětveného) uzavřeného do jedné nebo více smyček, a které nespadají do aromatických
- aromatické uhlovodíky (areny), jejichž molekuly obsahují alespoň jeden uzavřený řetězec s delokalizovanými elektrony vazeb π (nejtypičtější je tzv. benzenové jádro s šesti atomy uhlíku).

První dvě skupiny pak podle vazeb mezi atomy uhlíku dělíme na:
- alkany s pouze jednoduchou vazbou C-C
- alkeny, obsahující minimálně jednu dvojnou vazbu C=C a
- alkyny, obsahující minimálně jednu trojnou vazbu C≡C

Sloučeniny, které ve své molekule obsahují C, H a O, lze zhruba rozdělit do následujících skupin:
- alkoholy, obsahující skupinu C-OH
- fenoly, které skupinu -OH mají připojenu k aromatickému jádru
- ethery, obsahující skupinu C-O-C
- organické peroxidy, obsahující skupinu C-O-O-C
- aldehydy, obsahující skupinu HC=O
- ketony, obsahující skupinu C-CO-C
- karboxylové kyseliny, obsahující skupinu -COOH
- estery, obsahující skupinu R-C-OOR

Další typy organických sloučenin, které ve své molekule obsahuji i dusík nebo síru, jsou uvedeny v heslech těchto prvků.

### Principy řetězení
Uhlík je u organických sloučeninách čtyřvazný, což odpovídá oxidačnímu číslu IV. Vazba uhlíku může být:
1. jednoduchá
2. dvojná vazba je vytvářena dvěma el. páry, které nejsou rovnocenné. El. vazebné, nazývané σ-elektrony, zbývající dva π-elektrony jsou pohyblivější a jsou nositeli reaktivnosti dvojné vazby.
3. trojná je tvořena sdílením tří el. párů, dvěma σ- a čtyřmi π-elektrony
4. rozvětvená
5. nerozvětvená
6. uzavřená do cyklů jednoduchých nebo složených

Volné vazby v těchto strukturách mohou být obsazeny atomy H, O, S, N nebo skupinami prvků (radikály). Sloučeniny s vazbami mezi uhlíky se nazývají nasycené (větší stálost), s dvojnou nebo trojnou vazbou jsou nenasycené.

## Výskyt a využití
Na Zemi i ve vesmíru je uhlík poměrně značně rozšířeným prvkem. V zemské kůře je jeho obsah uváděn s relativně vysokým rozptylem v rozmezí 200–800 ppm (mg/kg), obsah v mořské vodě činí 28 mg/l. Ve vesmíru připadá jeden atom uhlíku přibližně na 20 000 atomů vodíku.
Některá využití uhlíku vyžadují zlepšení tvrdosti. Proces, při němž k tomu dochází se nazývá impregnace uhlíku a provádí se buď kovy (měď, hliník, cín, stříbro, olovo, kadmium) nebo syntetickými pryskyřicemi.
Při tepelném zpracování uhlíku vznikají póry – takový proces zveme grafitace.

### Grafit

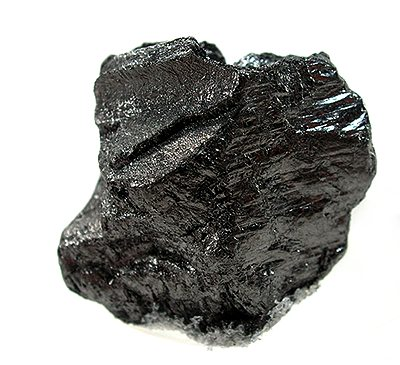
Grafit

Grafit neboli tuha je nerost neboli minerál, který se vyskytuje v mnoha lokalitách na Zemi. Jedny z největších grafitových dolů se nalézají v USA (Texas a stát New York), Mexiku, Indii a Rusku; významná byla i ložiska v jižních Čechách. Grafit je například zároveň složkou sazí, které vznikají spalováním fosilních paliv. Je přitom přítomen v částečkách natolik nepatrných rozměrů, že saze mají spíše vlastnosti amorfního uhlíku.
Grafit se průmyslově využívá především při výrobě tužek. Přitom se nejprve velmi jemně namele společně s vápnem a vylisuje se do vhodného tvaru.
Další významné uplatnění grafitu je v metalurgickém průmyslu. Vzhledem k jeho značné tepelné odolnosti se z něho vyrábějí nádoby, kokily, do kterých se odlévají roztavené kovy a jejich slitiny. Zamezí se tak kontaminaci slitiny kovem, ze kterého by se kokila musela vyrobit. Z grafitu se vyrábějí i elektrody pro elektrolytickou výrobu hliníku z taveniny směsi bauxitu a kryolitu nebo při výrobě křemíku z taveniny oxidu křemičitého.
Z grafitu se dále vyrábějí speciální typy elektrických kontaktů, např. kartáčky elektromotorů.
Hlavní důvody pro toto použití uhlíku: uhlík se netaví – kontakty se nespékají a neopalují se při vysokých teplotách, nízký součinitel tření, stálý přechodový odpor.
Grafitový prach se využíval do dnes již přežitých uhlíkových mikrofonů.
Uhlík slouží také jako součást maziv (grafitová vazelína, kolomaz).

#### Skelný uhlík

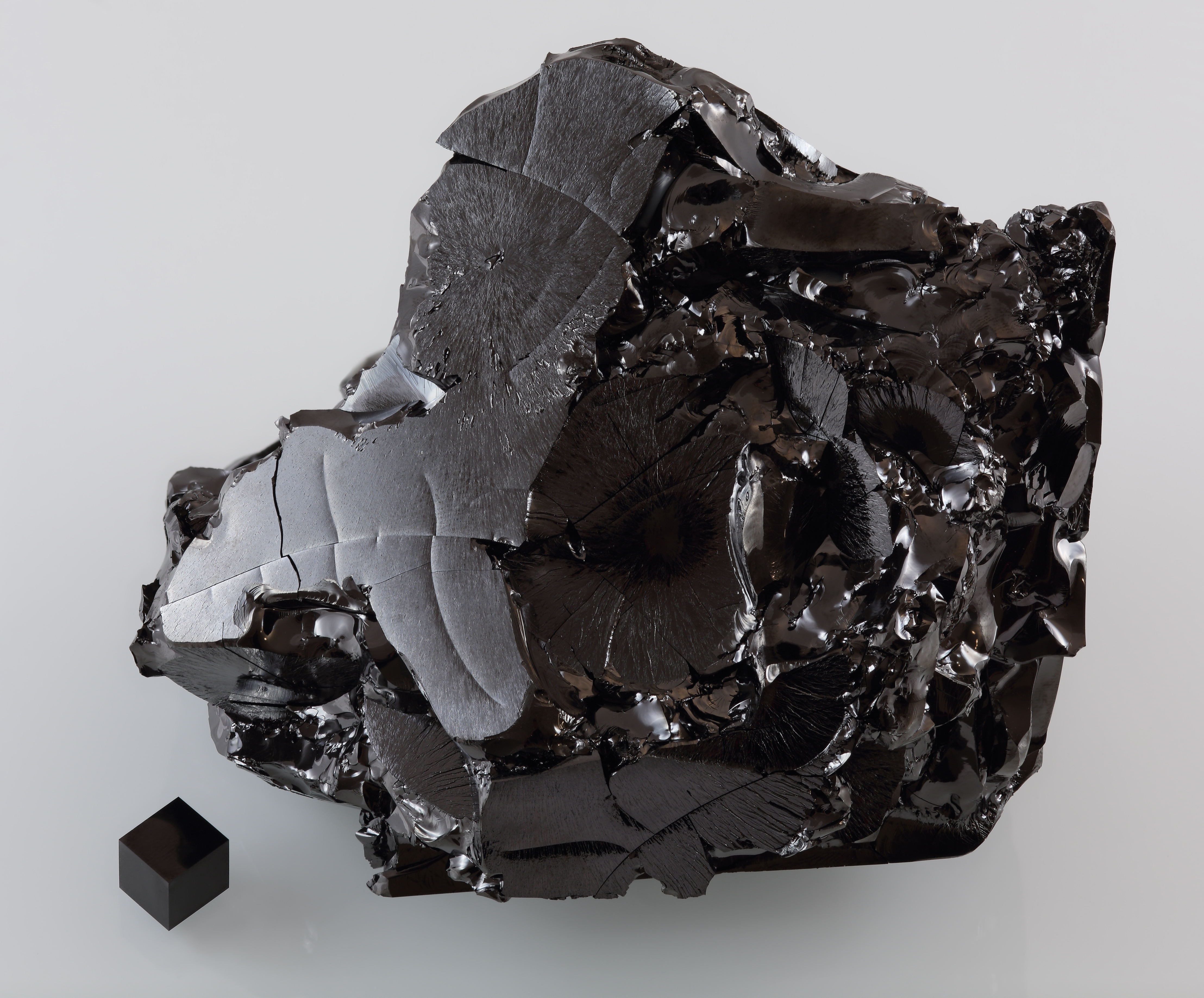
Kus skelného grafitu o hmotnosti 570 g (pro srovnání grafitová kostka o hmotnosti 2,27 g)

Uměle vyrobenou formou uhlíku je tzv. skelný uhlík (angl. glassy carbon, tradičně zvaný též skelný grafit), který se vyznačuje vysokou hustotou, nízkou pórovitostí a značnou chemickou a mechanickou odolností. V praxi se vyrábí přesně řízeným dlouhodobým vysokoteplotním (pyrolytickým) rozkladem organických látek na povrchu normálního grafitu.
Díky mimořádným fyzikálním a chemickým vlastnostem skelného grafitu se jeho praktické využití stále rozšiřuje i přes jeho poměrně vysokou cenu.
Pro elektrochemii je důležitý fakt, že povrchy elektrod ze skelného grafitu jsou chemicky vysoce odolné a lze na nich dosáhnout vysokého kladného potenciálu, aniž by docházelo k jejich rozpuštění jako u normálních kovových elektrod. Toho lze využít jak v analytické chemii při zkoumání elektrochemických vlastností organických molekul tak pro preparativní oxidaci při výrobě některých sloučenin.
Analytická metoda GFAAS (atomová absorpční spektrometrie s bezplamennou atomizací) používá pro odpaření analyzovaného vzorku kyvetu, která se během několika sekund zahřívá až na teploty kolem 3 000 °C. Pokrytí vnitřní plochy této kyvety skelným grafitem dramaticky zvyšuje její odolnost a prodlouží její použitelnost ve srovnání s klasickou grafitovou kyvetou.
V metalurgii se pro čištění kovů na vysoké čistoty metodou zonálního tavení mohou uplatnit trubice pokryté skelným grafitem, v nichž se tavení provádí.
Laboratorní nádobí s povrchem ze skelného grafitu dosahuje stejné nebo i lepší chemické odolnosti jako nádobí z platiny nebo její slitiny s rhodiem.

### Diamant

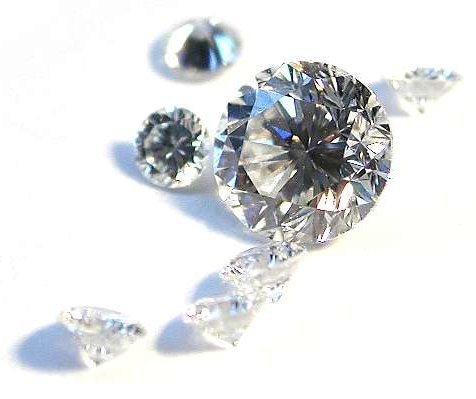
Broušené diamanty

Představuje jeden z nejvzácnějších a nejdražších minerálů. Vyskytuje se v různých barevných modifikacích od takřka průhledné až po černou. Protože ke vzniku diamantu je zapotřebí obrovských tlaků a vysokých teplot, jsou nalézány především tam, kde žhavé magma z velkých hloubek vystoupilo na povrch a ztuhlo. Naleziště s nejkvalitnějšími diamanty leží hlavně v Africe – JAR, Namibie, Sierra Leone, dále v Brazílii, Rusku, Kanadě a Austrálii.
Diamanty je v současné době možno vyrábět i průmyslově, i když produkty zdaleka nedosahují kvalit přírodních diamantů. Průmyslové diamanty se proto využívají především k osazování různých vrtných a řezných hlavic nástrojů, které pro svou činnost musí vykazovat mimořádnou tvrdost a odolnost.
Přírodní diamanty slouží již od pradávna především k výrobě těch nejdražších šperků. Aby se mohl diamant zasadit do zlatého nebo platinového šperku, musí být nejprve složitě a pečlivě broušen. K úspěšnému vybroušení drahého a vzácného diamantu je třeba nejen značné zkušenosti, ale i zručnosti a trpělivosti. Středisky broušení diamantů a obchodu s nimi jsou belgické Antverpy a nizozemský Rotterdam a Amsterdam.

## Role v biologii
Uhlík a jeho sloučeniny hrály zcela zásadní roli ve vzniku života tak, jak ho na Zemi známe. Těla všech organismů jsou složená právě především z organických látek, tedy látek obsahujících uhlík. Cukry, tuky, různé kyseliny včetně aminokyselin a nukleových kyselin, všechny myslitelné organické látky v tělech pozemských organismů obsahují uhlík. V lidském těle uhlík představuje 18,5 % hmotnosti, v sušině těla (bez vody) je to ještě mnohem více.

## Izotopy uhlíku
V přírodě se uhlík vyskytuje ve formě izotopů 12C, 13C a 14C. Jejich vlastnosti včetně počtu protonů a neutronů v jejich jádře ukazuje tabulka.
| Izotop | Protonů | Neutronů | Atomová hmotnost | Poločas rozpadu | Výskyt v přírodě |
| ------ | ------- | -------- | ---------------- | --------------- | ---------------- |
| 12C    | 6       | 6        | 12               | stabilní        | 98,9 %           |
| 13C    | 6       | 7        | 13,0033548378    | stabilní        | 1,1 %            |
| 14C    | 6       | 8        | 14,003241989     | 5730 let        | 10−10 %          |

Kromě těchto přírodních izotopů existuje přes deset dalších uměle připravených izotopů. Z nich nejstabilnější je izotop 11C s poločasem rozpadu 20,3 minut.

### Izotop14C
Tento přírodní radioaktivní izotop uhlíku vzniká ve vyšších vrstvách atmosféry. Primárním činitelem jsou zde částice kosmického záření tvořené převážně protony a jádry hélia (α-částicemi). Ty ve vysokých vrstvách atmosféry bombardují zde přítomné atomy a molekuly (především kyslíku, dusíku a vzácných plynů), čímž vzniká sekundární kosmické záření: elementární částice neutrony, positrony, miony a piony. Tyto neutrony pronikají níže do atmosféry, kde převážně ve výškách 9–15 km reagují mj. s atomy dusíku  14
7 N, čímž vzniká izotop uhlíku 14C. Tuto reakci lze zapsat rovnicí
{\displaystyle \mathrm {~_{7}^{14}N} +n\to \mathrm {~_{6}^{14}C} +p}.
Takto vzniklý uhlík zde reaguje s přítomným kyslíkem za vzniku oxidu uhličitého, který se v atmosféře promíchává a postupně se dostává až k zemskému povrchu.
Uhlík 14C (ať v atomické formě nebo ve sloučeninách) se rozpadá beta rozpadem s poločasem 5 730 let na dusík, přičemž je produkován elektron a antineutrino:
{\displaystyle \mathrm {~_{6}^{14}C} \rightarrow \mathrm {~_{7}^{14}N} +e^{-}+{\bar {\nu }}_{e}}.
Protože intenzita kosmického záření je relativně stabilní, ustavila se v zemské atmosféře rovnováha mezi produkcí uhlíku 14C a jeho radioaktivním rozpadem. Poměr všech 3 izotopů uhlíku v atmosférickém oxidu uhličitém i v jiných sloučeninách se tak dlouhodobě udržuje na konstantní hodnotě.

### Radiokarbonová metoda datování
Princip této metody zjišťování stáří materiálu vychází ze skutečnosti, že organismy v průběhu svého života průběžně přijímají a vydávají atmosférický CO2 a jeho produkty. U rostlin se tak děje především fotosyntézou, u živočichů příjmem rostlinných produktů – býložravci a následně predátoři. Poměr 14C/12C zůstává proto v průběhu života daného organizmu konstantní.
Po smrti organismu nebo odumření jakékoliv biologické tkáně se výměna uhlíku mezi organismem a prostředím zastaví. Protože v organismu další radioaktivní uhlík 14C nevzniká, klesá jeho koncentrace podle zákona radioaktivního rozpadu.
Radiokarbonová metoda datování využívá tohoto jevu a v archeologickém či jiném nálezu pozůstatku živé hmoty (zbytky tkání, kosti, popel apod.) je analyzován poměr 14C/12C. Zjištěný poměr pak poměrně přesně ukazuje na dobu zániku dané živé hmoty. Vzhledem k uvedenému poločasu rozpadu uhlíku 14C je metoda optimálně použitelná pro objekty o stáří několika set až 50 tisíc let.